# 日本郵政公社
日本郵政公社（にっぽんゆうせいこうしゃ、英名：Japan Post）は、2003年（平成15年）4月1日から2007年（平成19年）9月30日までの4年半にわたり、日本で郵政三事業（郵便・郵便貯金・簡易保険）を行っていた国営の特殊法人である。コーポレートスローガンは「真っ向サービス」。
2007年（平成19年）10月1日、郵政民営化に伴い日本郵政グループとして日本郵政株式会社、郵便事業株式会社、郵便局株式会社、株式会社ゆうちょ銀行、株式会社かんぽ生命保険へ分割され、日本郵政公社は解散した。これにより、内務省・逓信省以来130年以上にわたり国営によって行われてきた時代の郵政事業は幕を閉じた。

## 概要

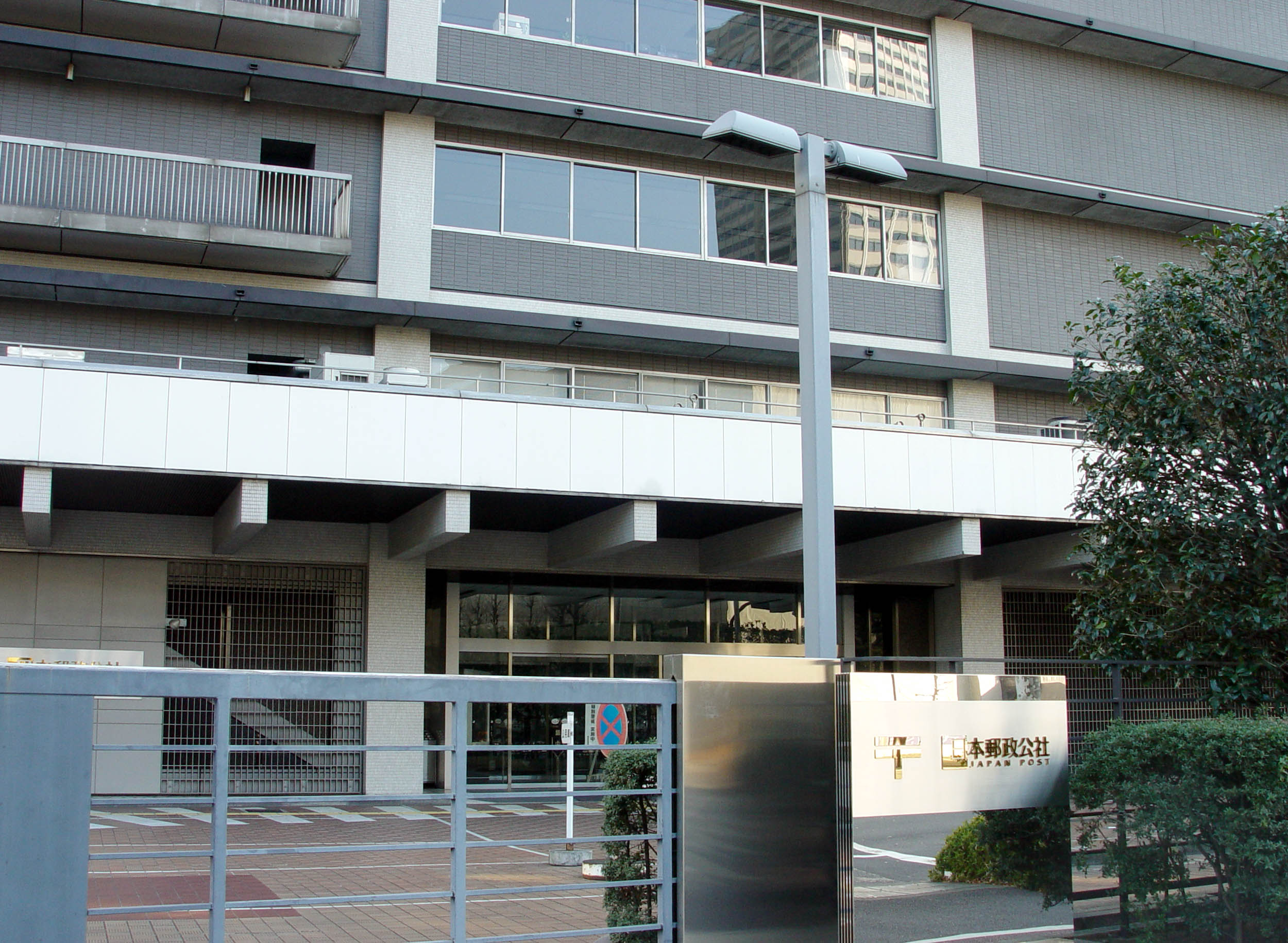
日本郵政公社 本社入口（2005年12月）

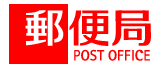
郵便局ロゴマーク

2003年（平成15年）4月1日に日本郵政公社法に基づき、政府の全額出資により総務省の外郭団体として発足された。同時に同施行法の規定に従い、それまで郵政省の郵政関連部門の後継である郵政事業庁（総務省の外局）が行っていた各郵政事業の事務に関し国が有する権利及び義務、並びに簡易保険福祉事業団の資産および債務を承継した。
監督する総務省郵政企画管理局は同郵政行政局となった。同時に郵便貯金・簡易生命保険業務に関する検査の一部を日本郵政公社法により金融庁に委任することになった。
日本郵政公社法第50条に基づき、当公社の役職員は正規の国家公務員であった。役員は特別職、職員は一般職である。（これは異例であり、本来、特殊法人に属する役職員に公務員の身分は与えられない。）
廃止された2007年（平成19年）9月時点において、世界最大の金融機関であった。資産運用もグローバルだった。
なお、日本郵政公社が廃止される時点で保有していた郵便貯金契約および簡易生命保険契約（旧契約）については、独立行政法人郵便貯金簡易生命保険管理・郵便局ネットワーク支援機構（郵政管理・支援機構）が継承し、契約が終了するまで政府保証が残る。

### 民営化までの歩み
- 2005年（平成17年）10月14日 - 郵政民営化関連法可決・成立
- 2006年（平成18年）
  - 1月23日 - 民営化の企画準備を行う「日本郵政株式会社」が発足
  - 9月1日 - ゆうちょ銀行の準備会社として「株式会社ゆうちょ」が、かんぽ生命保険の準備会社として「株式会社かんぽ」がそれぞれ設立される
- 2007年（平成19年）
  - 9月10日 - 民営化計画が内閣によって承認される
  - 9月28日 - 通常の窓口営業が終了
  - 9月30日
    - 終日　郵政公社が直接設置した現金自動預払機（ATM）の稼動を休止
    - 12時半　民営化準備のためゆうゆう窓口を閉鎖、公社としての窓口営業を完全終了
    - 20時　郵便貯金ATMの取扱の通常終了時間。この時点をもって、日本郵政公社としての事業は完全に終える

  - 10月1日 - 日本郵政株式会社が持株会社としてグループ経営を開始。その下に「郵便事業株式会社」並びに「郵便局株式会社」が設立。株式会社ゆうちょは「株式会社ゆうちょ銀行」に、株式会社かんぽは「株式会社かんぽ生命保険」にそれぞれ社名変更。郵政三事業が移管され、日本郵政公社は廃止された。

### 総裁
総裁
- 初代：生田正治（2003.4 - 2006.3）
- 第2代：西川善文（2006.4 - 2007.9）

副総裁
- 高橋俊裕（2003.4 - 2007.3）
- 團宏明（2003.4 - 2007.9）
- 高木祥吉（2007.4 - 2007.9）

### 支社
都道府県は支社が所在していた都道府県である。郵政三事業は明治時代から国営で行われてきたこともあり、支社の配置は必ずしも現在の地域情勢を反映したものではなかった。
北海道支社（札幌市中央区）
北海道
東北支社（仙台市青葉区）
青森県 - 岩手県 - 宮城県 - 秋田県 - 山形県 - 福島県
関東支社（さいたま市中央区）
茨城県 - 栃木県 - 群馬県 - 埼玉県 - 千葉県
東京支社（東京都港区：2005年（平成17年）5月6日に千代田区より移転）
東京都
南関東支社（横浜市西区）
神奈川県 - 山梨県
北陸支社（金沢市）
富山県 - 石川県 - 福井県
信越支社（長野市）
新潟県 - 長野県
東海支社（名古屋市中区）
岐阜県 - 静岡県 - 愛知県 - 三重県
近畿支社（大阪市中央区）
滋賀県 - 京都府 - 大阪府 - 兵庫県 - 奈良県 - 和歌山県
中国支社（広島市中区）
鳥取県 - 島根県 - 岡山県 - 広島県 - 山口県
四国支社（松山市）
徳島県 - 香川県 - 愛媛県 - 高知県
九州支社（熊本市）
福岡県 - 佐賀県 - 長崎県 - 熊本県 - 大分県 - 宮崎県 - 鹿児島県
沖縄支社（那覇市：2004年（平成16年）7月1日に沖縄事務所から昇格）
沖縄県

### 付属・関連団体
- 郵政大学校・中央郵政研修所
- 逓信総合博物館（ていぱーく）
- 郵政総合研究所
- 東京逓信病院
- 札幌逓信病院
- 仙台逓信病院
- 横浜逓信病院
- 新潟逓信病院
- 富山逓信病院
- 名古屋逓信病院
- 京都逓信病院
- 大阪北逓信病院
- 神戸逓信病院
- 広島逓信病院
- 徳島逓信病院
- 福岡逓信病院
- 鹿児島逓信病院

## 関連会社
当公社発足以前より、各種業務受託を行う実質的な関連企業群が存在していたが、出資制限のためいずれも当公社（及び郵政省・郵政事業庁）との直接の資本関係はなかった。

### システム保守・開発
- 日本オンライン整備
- ぱるオンライン
- ピーエヌシー
- 日本情報通信開発
- 日本電子総合サービス

### 郵便物輸送
民営化後は、中核的な企業14社が合併し、日本郵便株式会社の完全子会社である日本郵便輸送となった。
- 日本郵便逓送
- 北海道郵便逓送（札幌・小樽・倶知安・苫小牧・室蘭・岩見沢・旭川・稚内・函館・長万部・網走・帯広・釧路）
- 北見郵便逓送（北見・紋別・遠軽）
- 北海道エアメール
- 青森郵便自動車（青森・弘前）
- 南福島郵便輸送
- 常磐郵便輸送
- 群馬郵便逓送
- 東京郵便輸送
- 日本エアメール
- 千葉郵便輸送
- 関東郵便輸送
- 神奈川郵便輸送
- 東海輸送（資本上は東海自動車［小田急グループ］関連会社）
- 新潟郵便輸送
- 上越郵便輸送
- 南信郵便逓送
- 福井郵便逓送
- 名古屋郵便輸送
- 大阪郵便輸送
- 阪和郵便輸送
- 日大運送
- 奈良郵便輸送（資本上は奈良交通［近鉄グループ］関連会社）
- 神姫逓送（兵庫県姫路市周辺　資本上は神姫バス関連会社）
- 岡山郵便輸送
- 山口郵便逓送
- 成邦
- 宮崎郵便逓送
- 鹿児島郵便逓送（資本上はいわさきグループ）
- 沖縄郵便逓送
- 日本高速物流
- 東北高速道郵便輸送
- 東京高速郵便輸送
- 北陸高速道郵便輸送
- 東海高速郵便輸送
- 北海道高速郵便輸送
- 近畿高速郵便輸送
- 大阪エアメール
- 中国高速郵便輸送
- 四国高速道郵便輸送
- 九州高速郵便輸送

### 局舎管理・物品納入
- メルファム

### 損害保険代理業
- 青和

## 備考
- 2007年（平成19年）5月のゴールデンウィーク時の現金自動預払機の稼動休止の案内CMと郵政民営化の案内CMは倍賞千恵子がナレーションした。

## 関連団体

### 外郭団体
- 郵政福祉
- 郵便貯金振興会
- 国際ボランティア貯金普及協会

### 労働組合
- 日本郵政公社労働組合（旧 全逓信労働組合）（連合系）
- 全日本郵政労働組合（連合系）
- 郵政産業労働組合（全労連系）
- 郵政労働者ユニオン（全労協系）
- 郵政倉敷労働組合（独立系）
- 郵政非正規ユニオン（全国一般労働組合全国協議会系）
- NPO法人ゆうせい非正規労働センター

### その他
- 全国特定郵便局長会

## 職員採用試験
- 郵政総合職
- 郵政一般職
- 郵政短時間職（扱いは非常勤職員）

## 不祥事
- ファイル共有ソフトの使用によるコンピュータウィルス感染と情報漏洩

## テレビ番組
- 日経スペシャル ガイアの夜明け さらば お役所! 〜郵政30万人の改革〜（2003年4月22日、テレビ東京）[1]。